# Acht Alte Orte

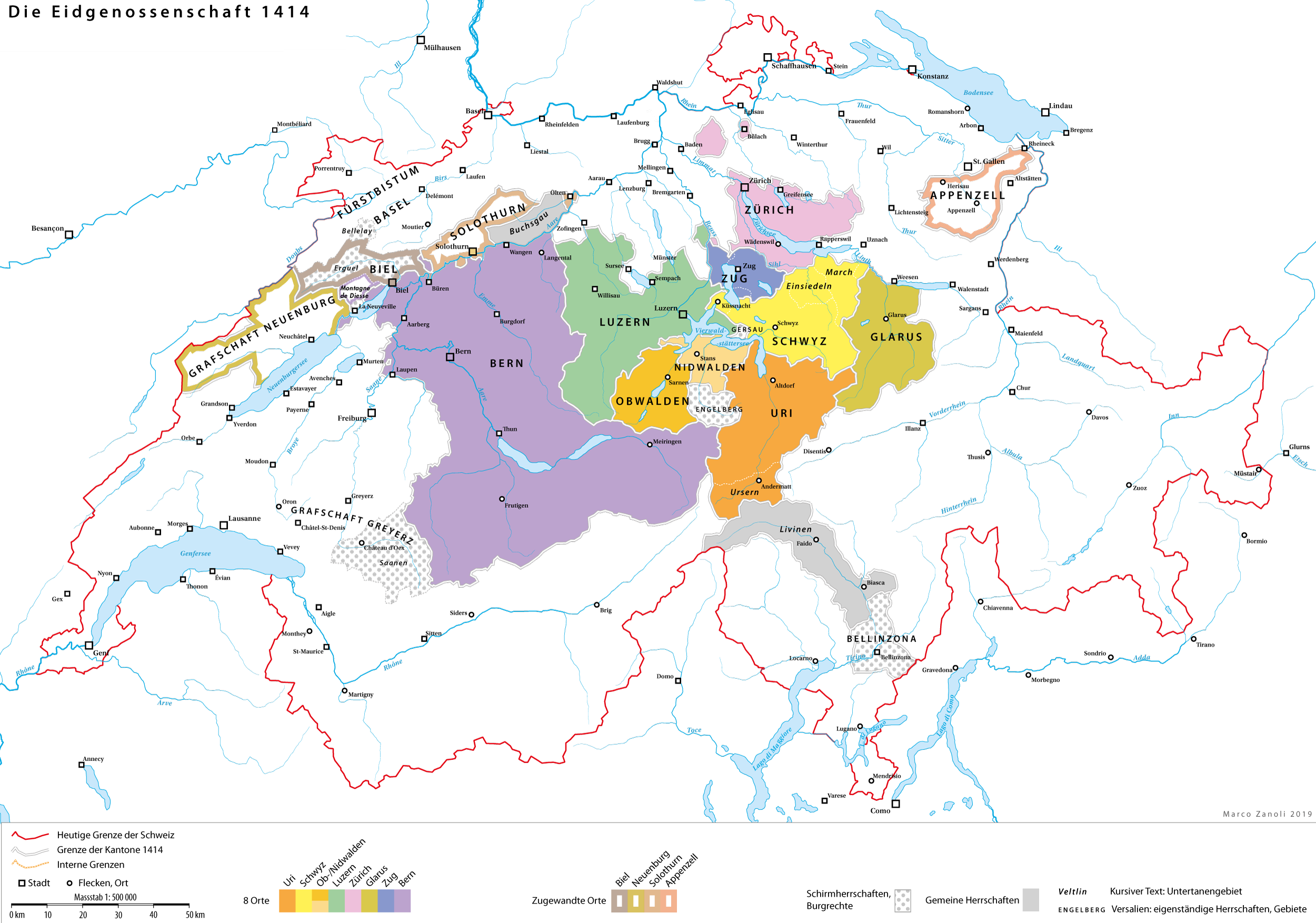
Die Achtörtige Eidgenossenschaft 1414 vor der Eroberung des Aargaus

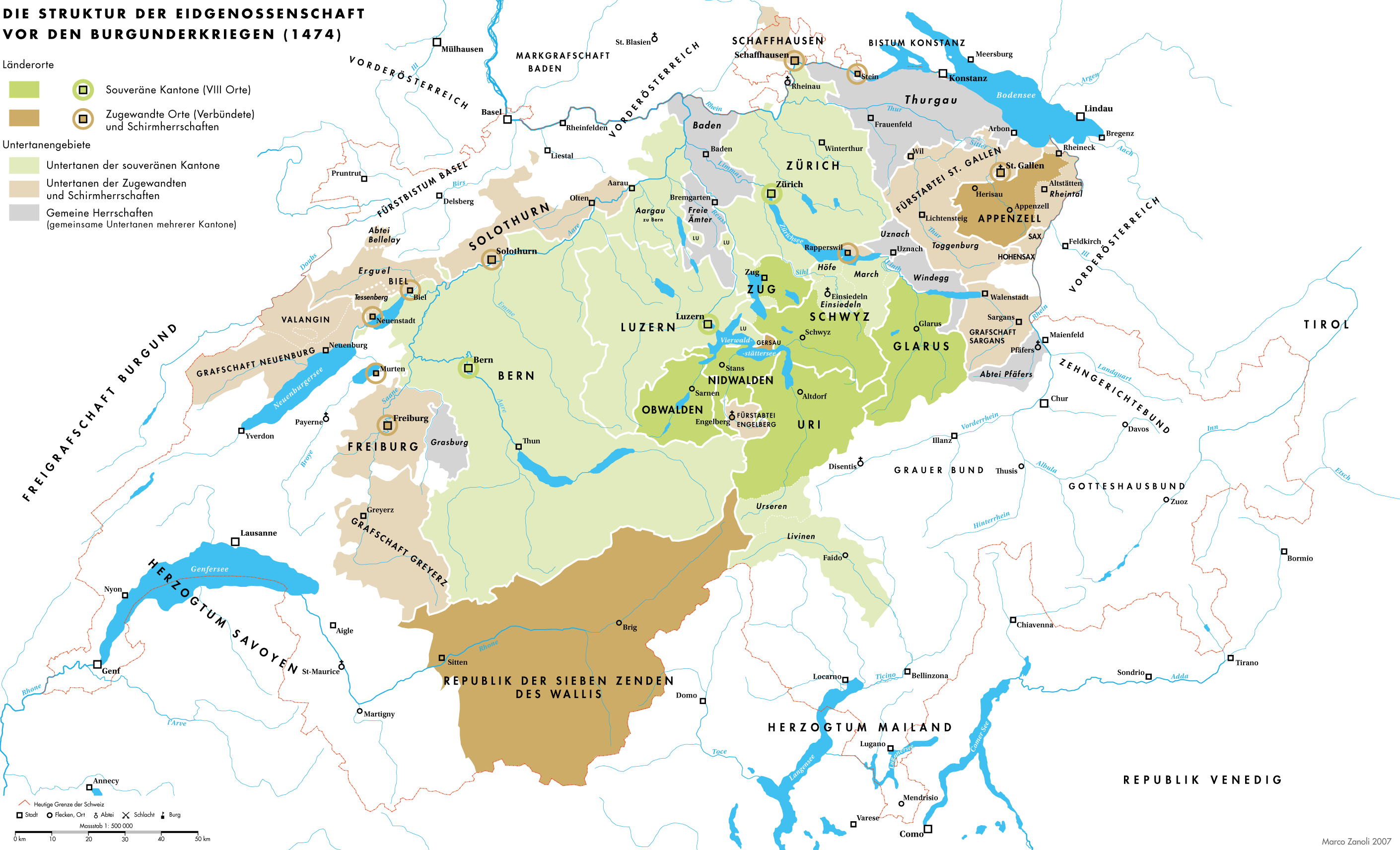
Die politische Struktur der achtörtigen Eidgenossenschaft vor den Burgunderkriegen 1474

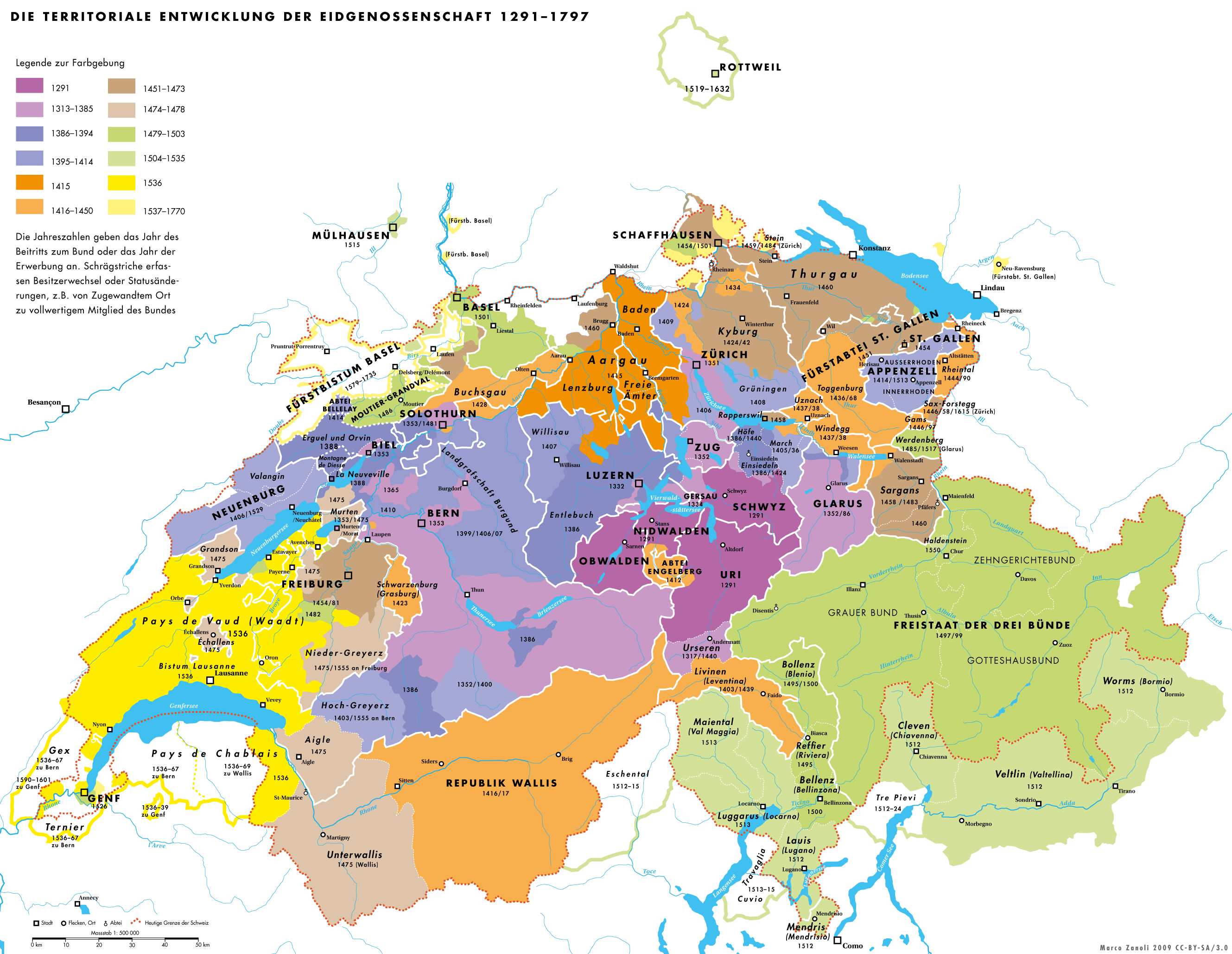
Die territoriale Entwicklung der Eidgenossenschaft 1291–1797

Die Acht Alten Orte (französisch Huit anciens Cantons, italienisch Otto vecchi Cantoni, rätoromanisch Otg Chantuns vegls) waren die Kantone der Schweiz, die zwischen 1353 (Beitritt der Stadt Bern) und 1481 (Beitritt der Städte Freiburg und Solothurn) die Alte Eidgenossenschaft bildeten.
Die acht Orte waren (in Klammern Jahr des Beitritts):
- Land Uri (1291)
- Land Schwyz (1291)
- Land Unterwalden (Ob- und Nidwalden) (1291)
- Stadt Luzern (1332)
- Stadt Zürich (1351)
- Stadt und Land Zug (1352)
- Stadt und Republik Bern (1353)
- Land Glarus (1352/86)

Die achtörtige Eidgenossenschaft entstand durch Ausweitung des Bündnisses der Urkantone um fünf weitere Orte. Dabei handelte es sich um einen losen Bund freier Städte und Länder, der auf einer Reihe von Verträgen bestand, an denen teilweise nicht sämtliche Orte beteiligt waren.
Ihre Gemeinsamkeit lag im  Willen, sich keinem der grossen Feudalherren, vor allem nicht den habsburgischen Herzögen von Österreich, zu unterwerfen. Sie erstrebte nicht Freiheit vom Reich, sondern Reichsfreiheit, das heisst direkte Unterstellung unter den König oder Kaiser und das Recht, sich selbst zu verwalten und selbst Recht zu sprechen. Aus diesem Bund bildete sich allmählich die Schweiz als eigenständiges Gebilde innerhalb des Heiligen Römischen Reiches.
Erst als die Städte Zürich, Bern und Luzern durch ihren Betritt die Eidgenossenschaft zum Instrument ihrer Kooperation machten, erlangte der eidgenössische Bund eine stabile politische Bedeutung, welche auch durch die europäischen höfischen Zentren in Wien, Paris und Mailand geduldet wurde.
Am Ende dieser Epoche stand das Stanser Verkommnis, das den Konflikt innerhalb der Eidgenossenschaft regelte, der rund um den Beitritt von Solothurn und Freiburg zwischen den Länderorten und den Städteorten entstanden war. Die darauffolgende Expansion der Eidgenossenschaft führte zu den Dreizehn Alten Orten.